# La Masica
La Masica est une municipalité du Honduras, située dans le département d'Atlántida. Elle est fondée le 13 novembre 1922.

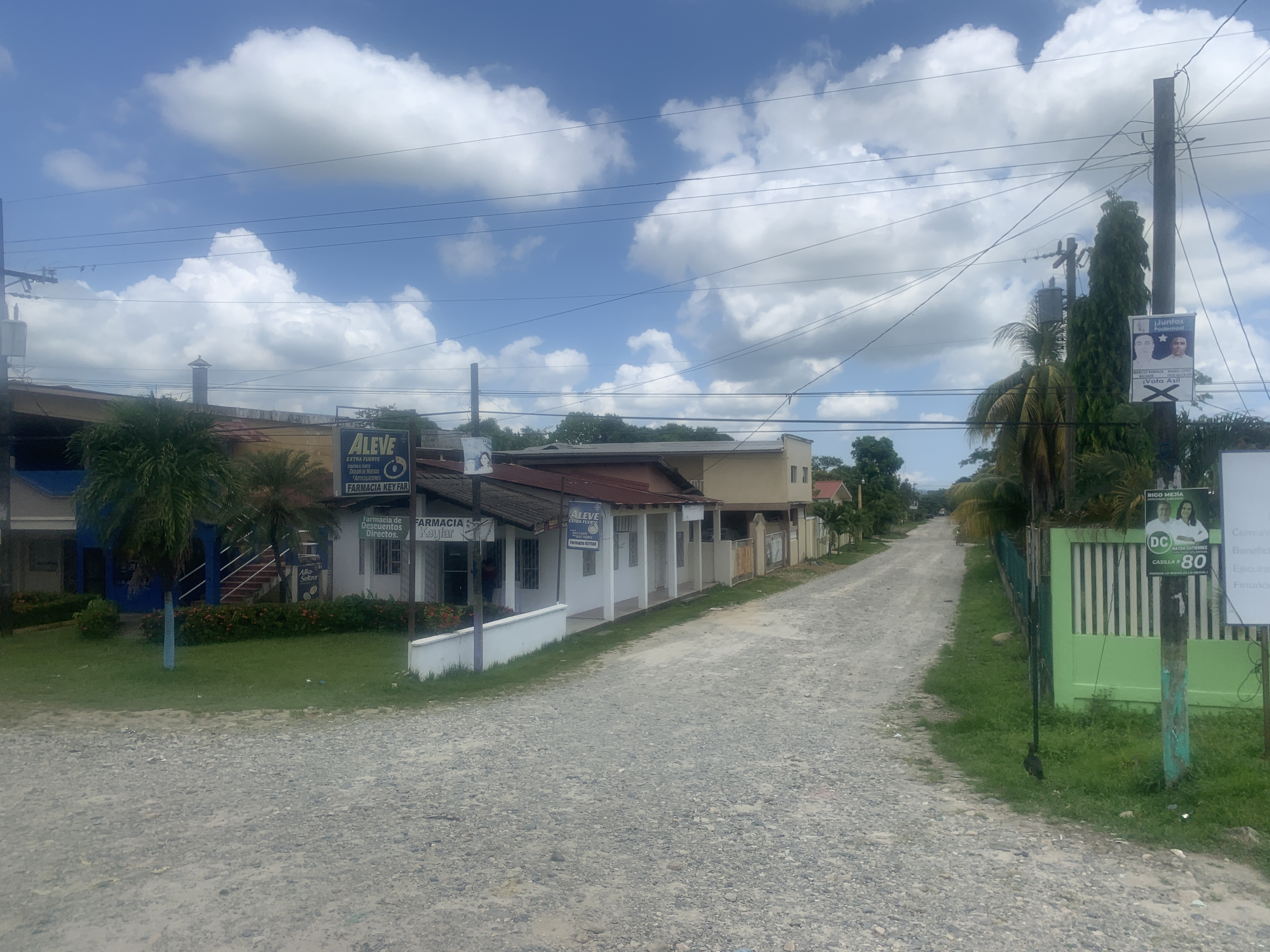
Pueblo de San Juan

## Crédit d'auteurs
- (en) Cet article est partiellement ou en totalité issu de l’article de Wikipédia en anglais intitulé « La Masica » (voir la liste des auteurs).